# Gitega
Gitega (dříve Kitega) je hlavní a druhé největší město východoafrického státu Burundi. Gitega byla hlavním městem Království Burundi. Po jeho zániku se hlavním městem stala Bujumbura a roku 2018 bylo rozhodnuto o přesunu centrální administrativy zpět do Gitegy. Gitega leží na řece Luvironza. Sídlí zde katolická arcidiecéze. 